# Timebomb
Timebomb  (рус. Часовая бомба) — четвёртый студийный альбом группы U.D.O., последний альбом группы, выпущенный в период до первого воссоединения Accept в 1991 году. Самый «тяжёлый» и скоростной на момент выхода альбом группы.

## Об альбоме
Диск записывался в период с ноября 1990 года по февраль 1991 года на студии известного продюсера Дитера Диркса в Кёльне, продюсером альбома был барабанщик Accept Штефан Кауфманн. Запись альбома была начата с одним гитаристом, и за время записи их поменялось несколько, к концу сессии в составе числился Франк Фрике (ex-Mekong Delta), но на гастроли группа уехала с вернувшимся Энди Сюземилем. К написанию текстов была привлечена Деффи (англ. Deaffy) (псевдоним Габи Хоффман, жены Вольфа Хоффманна), которая начиная с 1982 года сотрудничала с Accept
Альбом реализовывался RCA Records на виниле (PL74953) и компакт-диске (PD74953). Синглы к альбому не выпускались. После выпуска группа провела турне по западной и восточной Европе, Скандинавии и Японии. После одного из последних концертов, Удо Диркшнайдер почувствовал себя плохо и был доставлен в больницу, соответственно турне прекратилось, а по окончании лечения, была распущена группа U.D.O.

## Список композиций
| №   | Название                    | Автор(ы)                                                 | Перевод названия                             | Длительность |
| --- | --------------------------- | -------------------------------------------------------- | -------------------------------------------- | ------------ |
| 1.  | «The Gutter (Instrumental)» | Дит, Шварцманн, Смужински                                | «Подонок»                                    | 1:04         |
| 2.  | «Metal Eater»               | Дит, Диркшнайдер/Диркшнайдер, Деффи                      | «Пожиратель металла»                         | 3:42         |
| 3.  | «Thunderforce»              | Шварцманн, Диркшнайдер/Диркшнайдер, Деффи                | «Громовая сила»                              | 3:40         |
| 4.  | «Overloaded (Instrumental)» | Дит                                                      | «Перегруженный»                              | 1:05         |
| 5.  | «Burning Heat»              | Кауфманн, Диркшнайдер/Диркшнайдер, Деффи                 | «Испепеляющая жара»                          | 3:14         |
| 6.  | «Back in Pain»              | Дит, Диркшнайдер/Диркшнайдер, Деффи                      | «Обратно в боль»                             | 3:46         |
| 7.  | «Timebomb»                  | Шварцманн, Смужински,Дит, Диркшнайдер/Диркшнайдер, Деффи | «Часовая бомба»                              | 3:57         |
| 8.  | «Powersquad»                | Дит, Диркшнайдер/Диркшнайдер, Деффи                      | «Мощная команда»                             | 4:13         |
| 9.  | «Kick in the Face»          | Кауфманн, Дит, Диркшнайдер/Диркшнайдер, Деффи            | «Пинок в лицо»                               | 3:47         |
| 10. | «Soldiers of Darkness»      | Кауфманн, Диркшнайдер/Диркшнайдер, Деффи                 | «Солдаты тьмы»                               | 4:12         |
| 11. | «Metal Maniac Master Mind»  | Смужински, Диркшнайдер/Диркшнайдер, Деффи                | «Металлические маньяки овладевают рассудком» | 5:41         |

## Участники записи
- Удо Диркшнайдер — вокал
- Матиас Дит  — гитара, клавишные
- Томас Смужински — бас-гитара
- Штефан Шварцман — ударные